# Asjut
Asjut (arab. أسيوط, Asyūţ) – miasto w Egipcie, ośrodek administracyjny muhafazy Asjut, port nad Nilem. Liczyło około 389 tys. mieszkańców w 2006 roku. Przez miasto przepływa również Kanał Ibrahimija. Miasto często nazywane Neapolem nad Nilem lub Palermo w czadorze.
W starożytności Asjut (zwane Lykopolis) było stolicą 13 nomu oraz ośrodkiem kultu Wepwaweta, wilkogłowego bóstwa. W czasach późniejszych stanowiło ważny postój karawan. Do końca XIX wieku odbywał się tu największy w Egipcie targ niewolników.  
Asjut było pierwszym miastem w latach 90 XX w. Środkowym Egipcie, które ustanowiło strefę zakazaną dla turystów, ze względu na tutejsze silne ugrupowanie skrajnych islamistów Bractwa Muzułmańskiego, którzy walcząc przeciwko państwu, atakowali turystów oraz siły bezpieczeństwa. Po dekadzie obowiązywania godziny policyjnej, licznych aresztowań członków terrorystów islamskich, konflikt wygasł.
W Asjut znajduje się nowoczesny kampus akademicki, szereg uniwersytetów pod wspólnym szyldem, jeden z najlepszych ośrodków edukacyjnych w Egipcie. Na terenie kampusu znajduje się basen, otwarty dla kobiet przez 2 godziny w tygodniu.

## Kluby sportowe
- Asjut Cement

## Przemysł
- Cementownia

## Turystyka
Nad bezpieczeństwem czuwa policja turystyczna (w większości ubrana po cywilnemu), eskortująca turystów pieszo lub na motocyklach i ochroną przed wejściem hotelowym, w którym są zagraniczni turyści. Miasto posiada liczne hotele i bazę gastronomiczno-rozrywkową, Jedynym lokalem w którym podaje się alkohol jest bar w hotelu Assiutel. Do zabytków należą: Stare Miasto, łaźnia turecka Hammam Sabit, trzy średniowieczne gospody dla kupców, Wyspa Bananowa, były amerykański college chłopięcy z przeł. XIX i XX w., Taggart Library Museum z mumiami psów i ryb, sierociniec Malga Trasher oraz była Zapora Asjut.

## Edukacja
- Uniwersytet Asjut

## Transport
- Kolejowy
- Autobusowy
- Lotniczy - Port lotniczy Asjut

## Okolice miasta
Asjut słynie z położonych na przedmieściach miasta dwóch klasztorów (Klasztor Najświętszej Maryi Panny w Dirunka Dajr al-Adhara oraz Spalony Klasztor Majr Dajr al-Muharaq), gdzie według wierzeń koptów objawiała się wielokrotnie Matka Boska. W miejscu, gdzie obecnie znajduje się klasztor ukrywała się w jaskiniach przed Herodem Święta Rodzina podczas – ich zdaniem – trwającego 4 lata pobytu w Egipcie. W okolicach miasta znajdują się liczne pozostałości po Sauti – stolicy nomu, którą Grecy nazwali Lykopolis (Miasto Wilka), od miejscowego boga Upuauta (Otwierający Drogi).

## Urodzeni w Asjut
- Izzat Hanfi – legendarny mafioso
- Ruby – gwiazda muzyki pop

## Miasta partnerskie
- Jassy